# きらきら (SHISHAMOの曲)
「きらきら」は、SHISHAMOの11作目の配信限定シングルで通算21作目のシングル。2023年3月4日にGOOD CREATORS RECORDS / UNIVERSAL SIGMAからリリースされた。

## 楽曲解説
- 前作「なんとなく。」から約半年ぶりのシングル。
- 京セラが "誰かのために" という想いをのせて発信する完全オリジナルアニメの第2弾『私のハッシュタグが映えなくて。』の主題歌として書き下ろされた。SHISHAMOがアニメーション作品に楽曲を書き下ろすのは初めてのことだった。このアニメは2023年1月19日に特設サイトとYouTubeに、インタビューとあわせて公開された[1]。
- 曲について宮崎は「SNSが発展していって、他人からの見え方が目に付いて不安になってしまう人もいると思います。この『きらきら』という楽曲は、そういう中でも自分らしくいることや、自信を持つこと、自分を愛してあげることを大切にしていきたいよね、というメッセージを込めて作った曲になります」とコメントしている[2][3]。
- 仮タイトルはカタカナ表記の「キラキラ」だった[4]。
- 1月26日、『私のハッシュタグが映えなくて。』のアニメキャラクター原案を担当した漫画家大今良時描き下ろし原画とのコラボムービーが公開された[5]。
- 2月2日、SHISHAMOがレギュラーコーナーを担当していたFM802『ROCK KIDS 802 FRIDAY』内の「Tap The Pocket」の番外編が、特設サイトとYouTubeで公開された。この動画は、アニメの感想などが語られたトーク映像となっている[6]。
- 2月3日、「Tap The Pocket」でショートバージョンがラジオ初オンエアされた[7]。
- 3月4日開催の『SHISHAMO NO OSAKA-JO HALL!!! 〜10YEARS THANK YOU〜』で初披露された。3月25日に公開されたミュージック・ビデオは、全編このライブ映像で構成されており、楽曲の演奏シーンのほか、随所にライブのダイジェストが織り交ぜられた映像に仕上がっている[8]。深津昌和が監督を務めた[9]。

## 収録アルバム
- 『SHISHAMO 8』